# Le Souvenir en héritage

Le Souvenir en héritage (Bailey's Mistake) est un téléfilm dramatique américain de Michael M. Robin sorti en 2001.

## Synopsis
Liz Donnegy se retrouve veuve. Paul était un merveilleux mari et un bon père pour ses deux enfants, Becca et Dylan. Le jour de l'enterrement, Becca est ramenée par la police après avoir fait une fugue et, pour couronner le tout, Charlie, un ami de Paul, lui apprend que ce dernier avait acheté une île, dans le Maine, avec toutes les économies de la famille. Sur les conseils de tante Angie, Liz se rend sur place avec les enfants et là, elle est choquée d'apprendre que le terrain en question est un vieux cimetière, dans lequel s'est installée une étrange communauté.

## Distribution
- Linda Hamilton : Liz Donovan
- Jesse James : Dylan Donovan
- Paz de la Huerta : Becca Donovan
- Joan Plowright : Tante Angie
- Kyle Secor : Lowell Lenox
- Bruce Armstrong : Al
- Peter Blais : Charlie
- Richard Burgi : Paul Donovan
- Leslie Carlson : Stableman